# 대한민국 형사소송법 제372조
대한민국 형사소송법 제372조는 법령의 적용을 하지 않은 1심 판결에 대한 항소를 거치지 않고 대법원에 상고하는 형사소송법의 조문이다.

## 조문
제372조(비약적 상고) 다음 경우에는 제1심판결에 대하여 항소를 제기하지 아니하고 상고를 할 수 있다. <개정 1961.9.1>
 1. 원심판결이 인정한 사실에 대하여 법령을 적용하지 아니하였거나 법령의 적용에 착오가 있는 때 2. 원심판결이 있은 후 형의 폐지나 변경 또는 사면이 있는 때

## 참고 문헌
- 손동권 신이철, 새로운 형사소송법(초판, 2013), 세창, 2013. ISBN 9788984114081